# Isocytosine
L'isocytosine est une base nucléique pyrimidique isomère de la cytosine, les groupes cétone et amine étant intervertis entre ces deux composés. Elle peut être produite à partir de guanidine et d'acide malique :
Elle est utilisée au laboratoire dans l'étude d'analogues d'acides nucléiques synthétiques contenant des paires de bases isocytosine-isoguanine,.
Elle est également utilisée dans des études sur les bases pyrimidiques relatives à leurs complexes métalliques, leurs liaisons hydrogène, leurs tautomères et leurs transferts de protons. L'isoguanine et l'isocytosine ont ainsi été incorporées dans des molécules d'ADN lors de processus de réaction en chaîne par polymérase (PCR).
Son correspondant est l'isocytidine.